# The Day the World Gets 'Round
«The Day the World Gets 'Round» es una canción del músico británico George Harrison, publicada en su álbum de estudio Living in the Material World (1973). El músico se inspiró para componer la canción tras organizar el concierto benéfico The Concert for Bangladesh el 1 de agosto de 1971, con el fin de recaudar fondos favor de las víctimas de la Guerra de Liberación de Bangladés. La letra refleja su decepción porque fuera necesario un proyecto de ayuda humanitaria dada la abudnancia de recursos naturales en todo el planeta, así como su creencia de que si todas las personas fuesen más conscientes espiritualmente, no habría sufrimiento en el mundo. Sumada a las frustraciones personales de Harrison durante la composición de la canción, el concierto benéfico se vio sumido en problemas financieros y comerciales con departamentos fiscales del Gobierno estadounidense.
Harrison grabó «The Day the World Gets 'Round» entre octubre de 1972 y marzo de 1973. La grabación contó con una orquestación dirigida por John Barham y la contribución musical de Nicky Hopkins, Klaus Voormann, Ringo Starr y Jim Keltner. Varios críticos musicales describieron el tema como una canción protesta y una oración devocional. Al igual que el resto de las canciones de Living in the Material World, Harrison donó los derechos de publicación de la canción a la asociación caritativa The Material World Charitable Foundation, una organización que creó para evitar los problemas fiscales que obstaculizaron su labor humanitaria con Bangladés. En 2009, Voormann y Yusuf Islam versionaron «The Day the World Gets 'Round» y la publicaron como sencillo benéfico para ayudar a niños de Gaza desplazados por la guerra.

## Personal
- George Harrison: voz, guitarra de doce cuerdas y coros.
- Nicky Hopkins: piano
- Klaus Voormann: bajo
- Ringo Starr: batería
- Jim Keltner: batería
- John Barham: orquestación